# August Schmidhuber
August Schmidhuber (8 de mayo de 1901 - 19 de febrero de 1947) fue un SS-Brigadeführer que comandó dos divisiones Waffen-SS en las ocupadas Yugoslavia y Albania durante las últimas etapas de la II Guerra Mundial y que fue ejecutado por las autoridades de postguerra yugoslavas por crímenes de guerra. Las Waffen-SS eran una rama armada del Partido Nazi alemán que luchaban con la Wehrmacht pero que nunca formaron formalmente parte de ella. En los Juicios de Núremberg, las Waffen-SS de las que Schmidhuber era un oficial sénior, fueron declaradas organización criminal debido a su participación en crímenes de guerra y crímenes contra la humanidad.
Durante las operaciones anti-partisanas en Yugoslavia, bajo sus órdenes directas, la 21.ª División Waffen SS ''Skanderbeg'' cometió numerosas atrocidades; la división también contribuyó al Holocausto por la participación en la detención y deportación de la mayoría de judíos de Kosovo. Schmidhuber fue capturado en mayo de 1945, fue juzgado y condenado como criminal de guerra, y fue ejecutado en Belgrado el 19 de febrero de 1947.

## Primeros años
August Schmidhuber nació en Augsburg, Baviera, hijo de un funcionario menor de gobierno. Tras finalizar la formación militar básica en el Reichswehr en Ulm en 1919, se inscribió para el servicio militar de 12 años el 5 de mayo. Inicialmente fue asignado al Schützen Regiment (Regimiento de rifles) N.º 42. El 16 de junio de 1919 hasta el principio de octubre, Schmidhuber sirvió con la 9.ª Compañía de su regimiento y después pasó casi un año en 3 compañías.
Al mismo tiempo, empezando en mayo de 1919 hasta mediados de junio, también ingresó en las filas del Freikorps. Schmidhuber fue después transferido al Gebirgs-Jäger-Regiment (cazadores de montaña) N.º 19 y el 1 de octubre de 1922 fue nombrado al rango de Gefreiter (soldado raso). Permaneció en el ejército regular alemán hasta el 4 de mayo de 1931, cuando lo abandonó como Oberfeldwebel (sargento mayor).
Después de abandonar el ejército Schmidhuber trabajó en una cervecera y se hizo activo en la política de Baviera, uniéndose al Bayerische Volkspartei (Partido del Pueblo Bávaro). Durante las elecciones presidenciales, se presentó para el distrito de Lindau pero no ganó. Seguidamente se unió al NSDAP y el 16 de julio de 1933 ingresó en las SA. En las SA  era parte del SA Gruppe Hochland y sirvió primero como vicedirector de escuelas de las SA en la región, y después también como director. Schmidhuber era miembro del mando de entrenamiento de las SA.

## Carrera

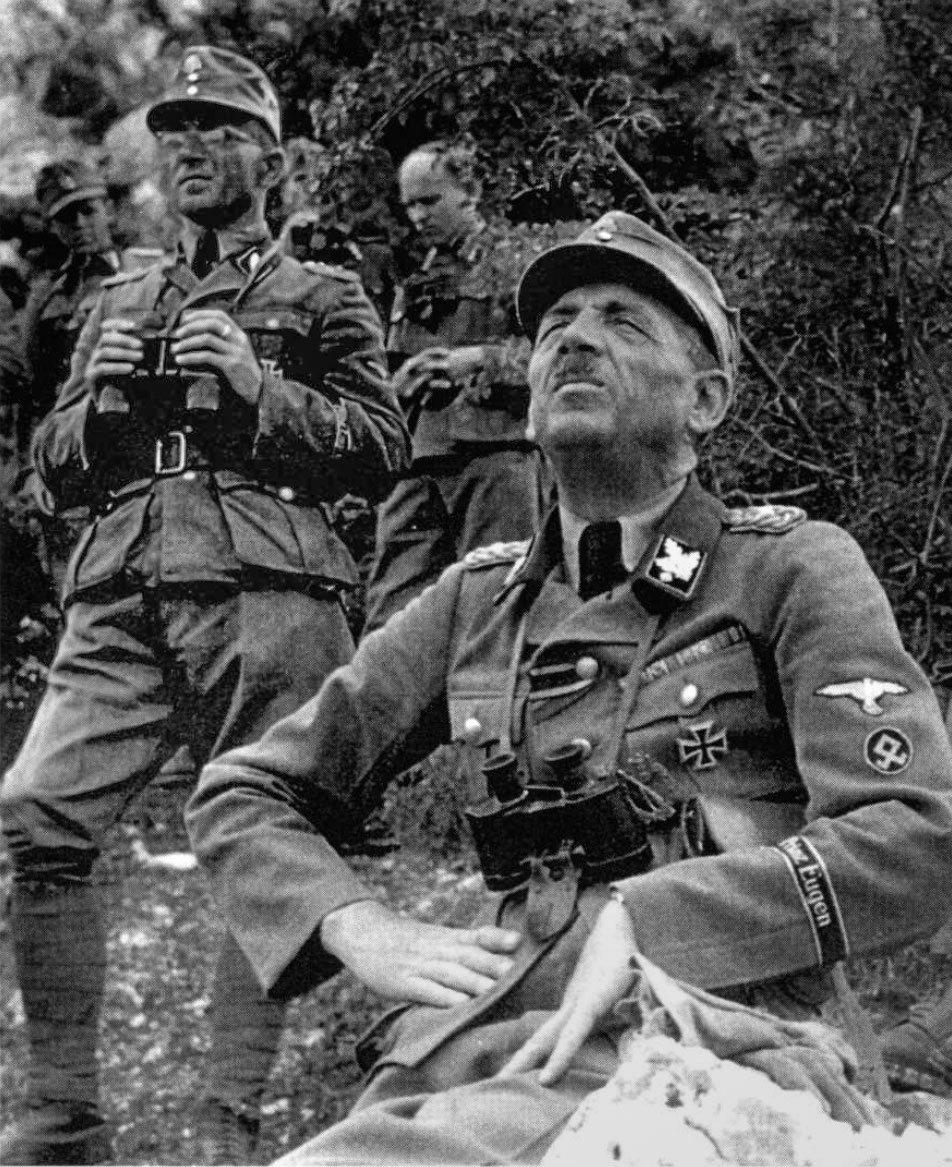
August Schmidhuber (izquierda) como comandante regimental junto a Artur Phleps, comandante de la 7.ª División de Montaña SS Prinz Eugen.

En mayo de 1935 Schmidhuber se unió a las SS donde fue nombrado SS-Obersturmführer y agregado inmediatamente a las SS-Verfügungstruppe. Inicialmente comandó el 7.º pelotón SS-1 Standarte y comandó esas tropas hasta principios de febrero de 1936, cuando fue transferido al Regimiento SS Germania. Ahí dirigió la 1.ª Compañía hasta el 1 de mayo de 1936. El 13 de septiembre de 1936 Schmidhuber fue promovido a SS-Hauptsturmführer y transferido al estado mayor regimental del Regimiento SS Germania. Permaneció ahí hasta mediados de noviembre de 1937, donde la compañía era responsable del entrenamiento de suboficiales, hasta el fin de febrero de 1938.
El 30 de enero de 1939 Schmidhuber fue promovido al rango de SS-Sturmbannführer. Entre el 1 de mayo y el 1 de noviembre de 1939, Schmidhuber fue puesto al mando del 1.º Batallón de SS Germania, mientras tomó parte en la invasión de Polonia, y ocupó este puesto hasta el fin de 1940. El 21 de junio de 1941 fue promovido a SS-Obersturmbannführer y un año después se convirtió en comandante de regimiento en la 7.ª División de Montaña SS Prinz Eugen. El 20 de abril de 1943 fue promovido a SS-Standartenführer (Coronel). Entre el 28 de noviembre y finales de diciembre de 1943, y después entre el 11 de enero y principios de febrero de 1944 temporalmente ocupó el mando de la División Prinz Eugen.
El 17 de abril de 1944 Schmidhuber se convirtió en comandante de la 21.ª División de Montaña SS Skanderbeg (1.ª Albanesa), una fuerza de voluntarios de albaneses étnicos bajo mando alemán, que operaba principalmente en le región de Kosovo. La división se hizo notoria por sus saqueos y atrocidades contra civiles desarmados, especialmente serbios étnicos. En mayo de 1944 la SS Skanderbeg contribuyó al Holocausto cuando tomó parte en la detención y deportación de judíos de Kosovo al campo de concentración de Bergen-Belsen donde casi la mayoría de ellos pereció. El 21 de junio de 1944 Schmidhuber fue promovido a SS-Oberführer. En consideración as sus actividades anti-partisanas en Kosovo durante la guerra, el erudito Bernd Jürgen Fischer señaló que Schmidhuber emitió órdenes para "aumentar la quema de aldeas y el asesinato de personas, de conformidad con estas órdenes, entre el 19 de septiembre y el 23 de octubre, 131 prisioneros del Movimiento de Liberación Nacional incluyendo mujeres... fueron fusilados o ahorcados en Kosovo". La división también realizaba ahorcamientos como respuesta a actos de sabotaje. Después de seis meses de existencia, tras deserciones masivas en sus filas, pobres registros de combate y un historial de atrocidades, se ordenó la disolución de la división el 1 de noviembre de 1944 por Heinrich Himmler. Schmidhuber culpó del fracaso de la división al soldado albanés afirmando que "durante el ataque solo va hasta donde encuentra algo que robar o saquear".
Schmidhuber se convirtió en Brigadeführer y Generalmajor der Waffen-SS en enero de 1945. Tras la evacuación alemana de Albania, el 21 de enero de 1945 Schmidhuber reemplazó al SS-Brigadeführer Otto Kumm como comandante de la 7.ª División de Montaña SS Prinz Eugen. Los cuadros germanos de la 21.ª División (Reichsdeutsche y Volksdeutsche) fueron absorbidos por el SS-Freiwilligen Gebirgsjäger Regiment 14 de la Prinz Eugen al que se dio el nombre honorífico de Skanderbeg en memoria de su formación hermana, y la mayoría de albaneses musulmanes fueron liberados del servicio. Mientras Schmidhuber estuvo al mando y la Prinz Eugen estuvo desplegada en Dalmacia, la unidad cometió múltiples crímenes de guerra en Split y Dubrovnik. La División Prinz Eugen luchó en acciones de retaguardia contra partisanos yugoslavos y unidades rusas como parte del Grupo de Ejércitos F mientras los alemanes estaban en plena retirada del país.

## Captura y muerte
Schmidhuber fue capturado por el Ejército Rojo después de la rendición de la División Prinz Eugen en Cilli, Eslovenia, el 11 de mayo de 1945, y fue entregado a las autoridades yugoslavas. Un tribunal militar yugoslavo lo juzgó por participar en masacres, deportaciones y atrocidades contra civiles y lo sentenció a muerte a la horca. Schmidhuber fue ejecutado el 19 de febrero de 1947 en Belgrado.

## Condecoraciones
- Cruz Alemana en oro el 3 de agosto de 1943[13]
- Cruz de Hierro (1939) 2.ª y 1.ª clases el 4 de octubre y el 11 de noviembre de 1939